# Morgan & Morgan
Morgan & Morgan es una firma de abogados estadounidense. Fundada en 1988 por John Morgan, tiene su sede en Orlando, Florida. Morgan & Morgan es históricamente considerada una firma enfocada principalmente en lesiones personales, negligencia médica y demandas colectivas, pero que también ha ampliado sus prácticas a otras áreas de servicios legales. La firma tiene oficinas en los 50 estados de EE. UU. y en Washington D.C.

## Historia
La firma de abogados fue fundada en 1988 por John Morgan y sus socios Stewart Colling y Ron Gilbert. Desde el principio, la empresa ha tenido su sede en Orlando, Florida.
En 1989, la firma de abogados inició publicidad por televisión y radio. En 2005, Morgan compró la participación de sus socios en la empresa y cambió el nombre de la firma a "Morgan & Morgan", añadiendo también a Ultima, su esposa, como socia. Como cita Orlando Sentinel, "John Morgan y sus socios tenían una diferencia fundamental sobre el crecimiento y la expansión de la firma de abogados en toda Florida en ese momento".
A principios de la década de 2000, la firma se expandió por toda Florida con 420 empleados, y en 2013, la compañía tenía 260 abogados entre 1.800 empleados en Florida, Georgia, Mississippi, Kentucky y Manhattan.
En enero de 2011, Charlie Crist se unió a la oficina de Morgan & Morgan en Tampa después de expresar interés en regresar al campo legal durante su última semana en el cargo como gobernador de Florida. Crist trabajó principalmente en el sector de demandas colectivas de la firma como abogado de litigios complejos, se encargó de "atraer nuevos clientes" para la firma. En noviembre de 2016, después de casi seis años en la firma, fue elegido para representar el distrito 13 del Congreso de Florida. En febrero de 2018, Brad Slager de Sunshine State News citó evidencia de que Morgan & Morgan "buscó eliminar toda evidencia" de su relación con Crist ahora que era un "congresista novato" con "poco o ningún poder".
En 2018, la empresa recibió más de dos millones de llamadas telefónicas y registró 500 nuevos casos cada día. Ese año, la empresa recaudó 1500 millones de dólares en acuerdos y gastó 130 millones de dólares en publicidad en todo el país. John Morgan fue uno de los primeros abogados en anunciarse en guías telefónicas y anuncios de televisión.
En 2021, Morgan despidió a la mitad del departamento de marketing de su empresa. La purga de personal se produjo a raíz de una controvertida campaña publicitaria nacional de Morgan & Morgan, "El tamaño importa", que pretendía transmitir la gran escala de la empresa, pero fue criticada como una broma sexual inapropiada. Los empleados despedidos habían criticado las implicaciones fálicas de la campaña publicitaria.
En 2023, la firma de abogados tenía más de 3000 empleados, incluidos 800 abogados en 50 estados y Washington D. C. incluyendo más de 800 abogados (2023)

## Casos notables

### R.J. Compañía tabacalera Reynolds
La firma de abogados tuvo éxito en una importante demanda contra R. J. Reynolds Tobacco Company, la segunda empresa tabacalera más grande de EE. UU. (detrás de Altria) después de años de litigio. El caso fue manejado en nombre de la viuda y el hijo de Arthur Brown. El Sr. Brown falleció debido a complicaciones relacionadas con el consumo de tabaco. Los abogados de Morgan & Morgan sostuvieron que el cliente fue engañado por las campañas de marketing de la empresa tabacalera que promovían "productos de tabaco más seguros" y que la empresa "ocultó fraudulentamente o conspiró para ocultar información sobre los efectos a largo plazo del tabaquismo en la salud". El tribunal sentenció que R.J. Reynolds Tobacco Company debía pagar la cantidad de 5 millones de dólares en daños patrimoniales y 8,5 millones de dólares en daños punitivos a la familia de la víctima.

### Enmiendas de Florida
La Enmienda 2 de Florida de 2016 fue una campaña política y legal para permitir el uso de marihuana medicinal. En 2013, Morgan & Morgan lanzó la iniciativa para cambiar la Constitución de Florida para permitir la marihuana con fines médicos. La firma gastó más de 15 millones de dólares para apoyar el cambio y organizó la campaña United for Care para promover el voto por el "sí".
La Enmienda 2 de Florida de 2020 fue una iniciativa para promover una enmienda a la Constitución de Florida que se aprobó el 3 de noviembre de 2020 mediante un referéndum estatal. Morgan & Morgan fue un importante donante del comité político Florida por un Salario Justo, donando la mayor parte de los 4,15 millones de dólares recaudados por la campaña. La enmienda requirió el 60% del voto popular para ser aprobada. Como resultado, el salario mínimo por hora en el estado de Florida aumentará a $15 para 2026.

### Exactis
La demanda colectiva contra Exactis fue presentada por las firmas de abogados Morgan & Morgan, DiCello Levitt & Casey y Robbins Geller Rudman & Dowd en 2018 tras una presunta filtración de datos que afectaba a 230 millones de estadounidenses y 110 millones de empresas.

### Healogics Inc
Después de que Morgan & Morgan presentara una demanda, Healogics Inc., con sede en Florida, acordó pagar 22,51 millones de dólares para resolver las acusaciones de la Ley de Reclamaciones Falsas que, a sabiendas, facturó a Medicare por servicios innecesarios para sus pacientes. El caso se resolvió en 2018.

### Montaña rusa de Daytona Beach
Morgan & Morgan, junto con otras firmas de abogados, representó a muchas víctimas del accidente de la montaña rusa Sand Blaster que ocurrió el 15 de junio de 2018 en el paseo marítimo de Daytona Beach, cuando la montaña rusa se descarriló provocando un incidente importante.

### Bethenny Frankel contra TikTok Inc
El caso Bethenny Frankel contra TikTok Inc se presentó el 6 de octubre de 2022 ante el Tribunal de Distrito de los Estados Unidos para el Distrito Sur de Nueva York después de que la ex actriz de reality shows Bethenny Frankel se enterara de que "sus imágenes y contenido de video eran utilizados para vender productos falsificados". La base de la demanda fue que la tecnología de TikTok, propiedad de la empresa china ByteDance, permitía a los usuarios crear imágenes y vídeos falsos donde aparecía Bethenny Frankel promocionando diversos bienes y servicios en violación de los derechos de publicidad de Frankel. Como cita la Ley Bloomberg: “Bethenny Frankel alegó en su nombre y en el de un número desconocido de personas en todo el país cuyas identidades fueron igualmente utilizadas indebidamente, que TikTok violaba el derecho de publicidad de los miembros del grupo y participaba en competencia desleal; además solicitó medidas cautelares; orden que requiere que TikTok elimine materiales y copias de cualquier material que contenga o refleje cualquier información derivada de las personas, voces, contenidos y/o semejanzas de Frankel y los miembros de la clase”. La demanda colectiva y la cuestión de los derechos públicos y los productos falsificados atrajeron la atención de los principales medios de comunicación, incluidos The Washington Post, Reuters, Bloomberg News, The Hollywood Reporter y Newsweek, entre muchos otros.

### Tiroteo en Chesapeake
Tras el tiroteo masivo en un Walmart Supercenter en Virginia, los empleados presentaron dos demandas por valor de 50 millones de dólares contra la empresa. Según los demandantes, Walmart descuidó sus obligaciones de garantizar la seguridad del personal, ya que se presentaron repetidas quejas a la dirección de la empresa sobre el acoso y el comportamiento violento del tirador durante su empleo.

### Filtración de datos de Equifax
La filtración de datos de Equifax se produjo en 2017 en la oficina de crédito estadounidense Equifax. Los registros privados de 147,9 millones de estadounidenses junto con 15,2 millones de ciudadanos británicos y alrededor de 19.000 ciudadanos canadienses se vieron comprometidos en la filtración, lo que lo convierte en uno de los mayores delitos cibernéticos relacionados con el robo de identidad. En un acuerdo con la Comisión Federal de Comercio de los Estados Unidos, Equifax ofreció a los usuarios afectados fondos de liquidación y seguimiento crediticio gratuito. Se han presentado demandas colectivas.

### Fuga de gas en Aliso Canyon
La fuga de gas de Aliso Canyon (también llamada fuga de gas de Porter Ranch) fue una fuga masiva de gas natural en las montañas de Santa Susana cerca de Porter Ranch, Los Ángeles. El gas descubierto en octubre de 2015 se estaba escapando de un pozo de petróleo dentro de las instalaciones de almacenamiento subterráneo de Aliso Canyon. Esta segunda instalación de almacenamiento de gas más grande de su tipo en los EE. UU. pertenece a Southern California Gas Company (SoCal Gas), una filial de Sempra Energy. En 2021, como resultado de los acuerdos de agravios ambientales más importantes de California, SoCal Gas y su empresa matriz se comprometieron a pagar 1.800 millones de dólares para resolver más de 35.000 reclamaciones presentadas por residentes y empresas afectados por la fuga de gas.

### Descarrilamiento de tren en Ohio
En febrero de 2023 se produjo un descarrilamiento de un tren, cuando 38 vagones de un tren de carga de Norfolk Southern que transportaba materiales peligrosos descarrilaron en East Palestina, Ohio. Varios vagones ardieron durante más de dos días, y los equipos de emergencia realizaron luego una quema controlada de varios vagones, lo que liberó cloruro de hidrógeno y fosgeno al aire. Los residentes dentro de un radio de 1 milla (1,6 kilómetros) fueron evacuados y agencias en Ohio, Pennsylvania, y West Virginia iniciaron una respuesta de emergencia. Pronto se presentó una demanda.

## Participación política
Morgan donó a la campaña presidencial de Hillary Clinton en 2016. Morgan donó 355.000 dólares al Biden Victory Fund en agosto de 2020.  Morgan conoce personalmente al hermano menor de Joe Biden, Frank Biden. Morgan llevó a Frank Biden a la toma de posesión de Joe Biden en su jet privado. Morgan dijo que habló con Frank Biden sobre oportunidades laborales en Morgan & Morgan.
Morgan & Morgan contribuyó con 1,5 millones de dólares para una propuesta de enmienda constitucional de Florida para aumentar el salario mínimo por hora a $15. Orlando Weekly informó que algunos empleados de Morgan & Morgan ganaban menos de 15 dólares por hora. Cuando Orlando Weekly le preguntó, Morgan dijo que muchos de los empleados de su centro de llamadas comienzan con un salario anual de 25.000 dólares.